# Paralimna gambiensis
Paralimna gambiensis är en tvåvingeart som beskrevs av Canzoneri 1989. Paralimna gambiensis ingår i släktet Paralimna och familjen vattenflugor. Inga underarter finns listade i Catalogue of Life.